# Spyro the Dragon
Spyro the Dragon er et platformspil udviklet af Insomniac Games til PlayStation.  Den har den unge, lilla drage, Spyro, som hovedperson.
Figurer i spillet inkluderer blandt andre: Toasty, Docter Shemp, Blowhard, Metalhead, Jacques og Gnasty Gnorc.

## Film
The Animation Picture Company har for nylig annonceret at de arbejder på at lave en Spyro the Dragon 3-D CGI animeret film. Ingen detaljer er givet.